# Kleine Flottbek
El Kleine Flottbek — Lütten Flottbeek o Flöbbeek) en baix alemany — és un petit afluent de l'Elba a Hamburg a Alemanya. Neix al barri de Nienstedten i desemboca a la frontera amb el barri d'Othmarschen.
El seu nom es compon de dos arrels baix alemanys: Vlot (marea alta o un adjectiu que significa rabent) i bek per rierol. Significaria doncs o riu que inunda a marea alta o riu rabent. A aquest indret, l'Elba i els seus afluents estan encara sotmesos al moviment de la marea, l'epítet Kleine (petit) serveix per a diferenciar-lo del Große Flottbek que desemboca uns cinquanta metres més amunt a l'Elba.
Junt amb el Große Flottbek i el Wedeler Au són els únics afluents de l'Elba que tenen les seves fonts al territori de la ciutat d'Hamburg, tots al districte d'Altona.

## Hidrografia
Tret d'un petit estany, el seu curs superior va desaparèixer quan el terra va ser urbanitzat i que el clavegueram va ser connectat a la xarxa de desguas. Queden uns estanys als carrer Söbendieken (= baix alemany per a set estanys) i Ligusterweg. Al curs inferior tenia un cabal bastant per a accionar un molí, el desaparegut Niesteder Mölen. Des de 1865 alla el rierol va tornar a ser entubat per a la instal·lació d'un planter d'arbres. Quan aquest va traslladar-se el 1994, la ciutat d'Hamburg va acquerir una llarga part del terrer que transformar al parc Wesselhöftpark al qual va recrear el rierol al seu curs antic tot i dos estanys.

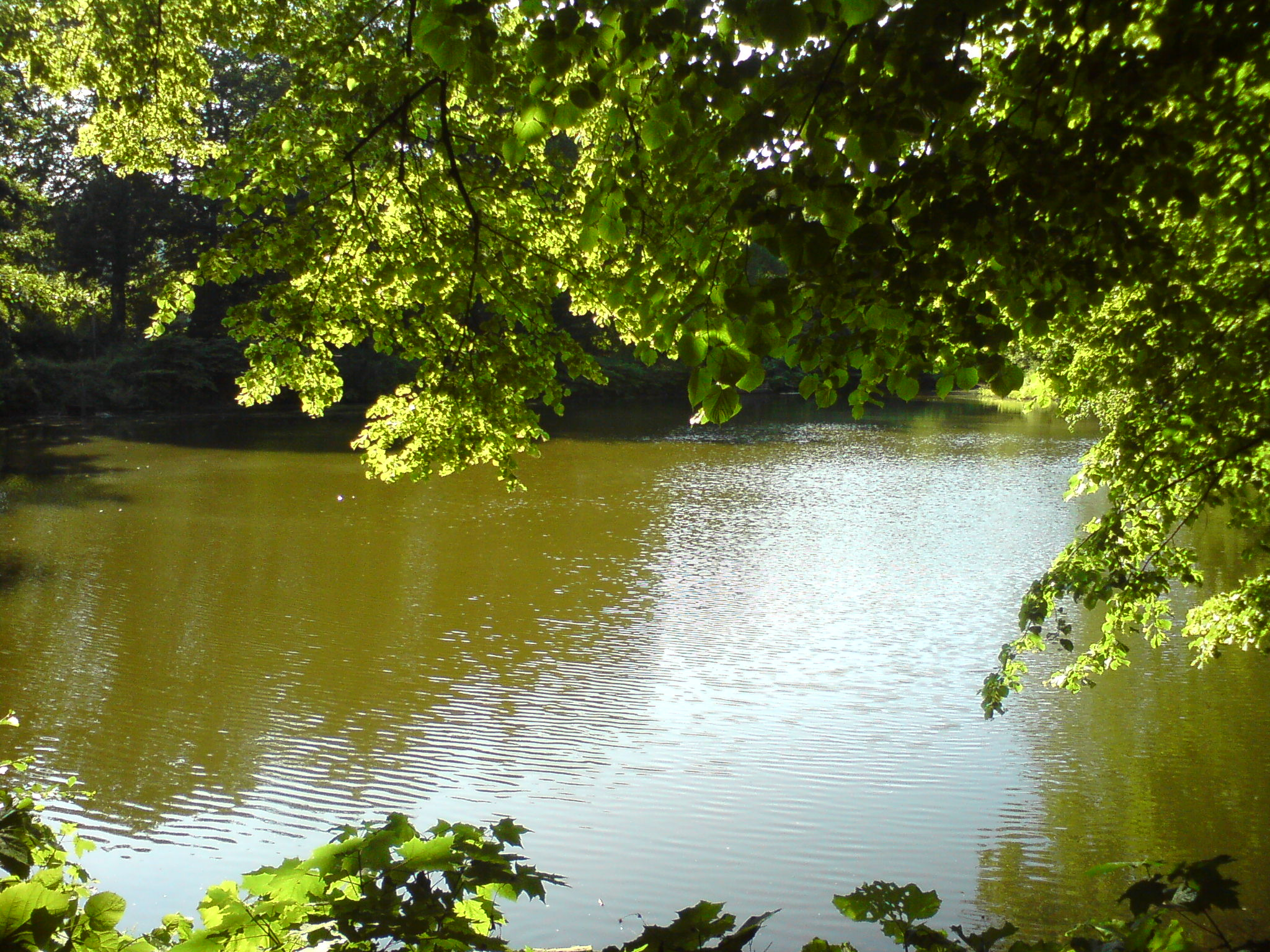
Estany format pel Flottbek poc abans de l'aiguabarreig amb l'Elba

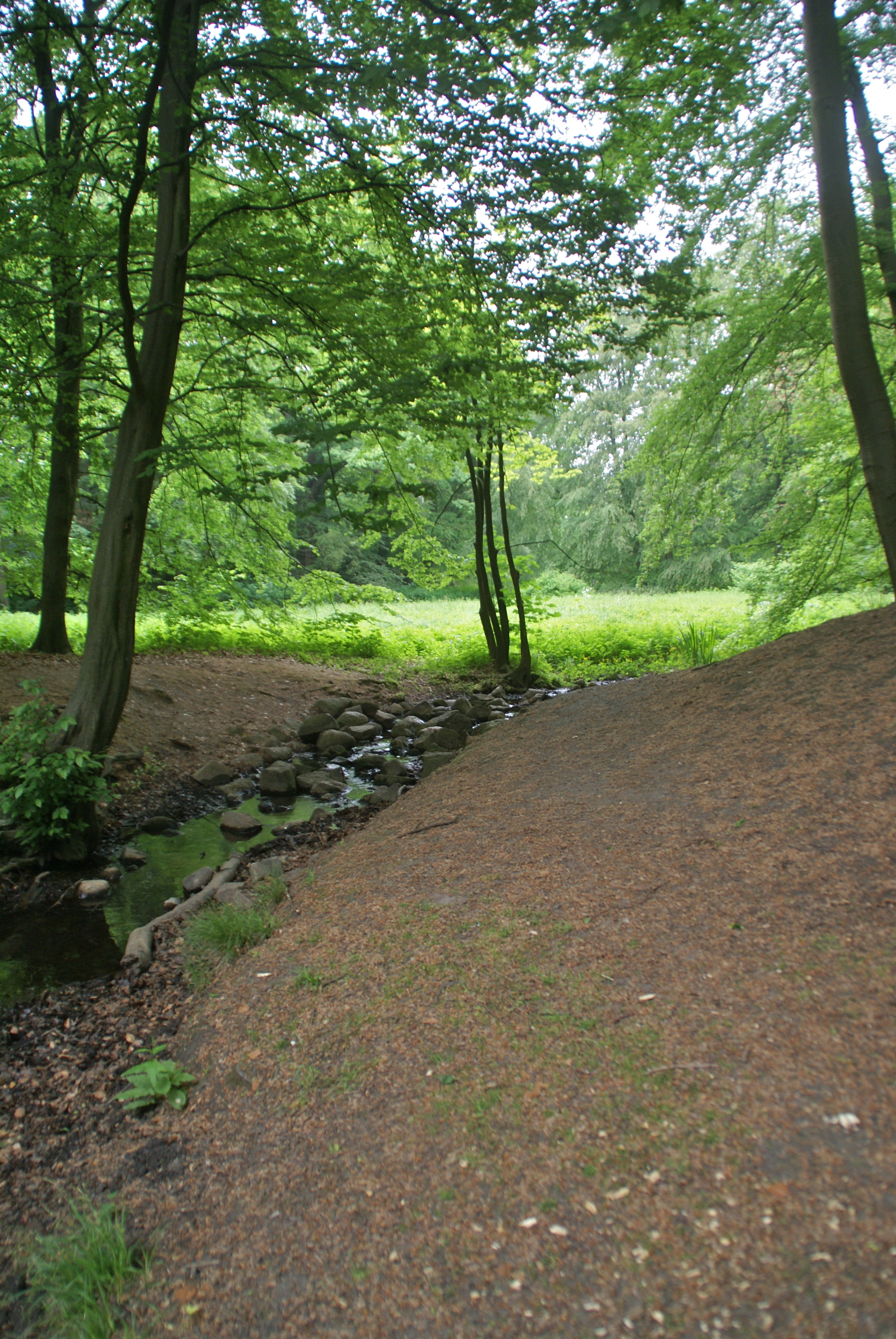
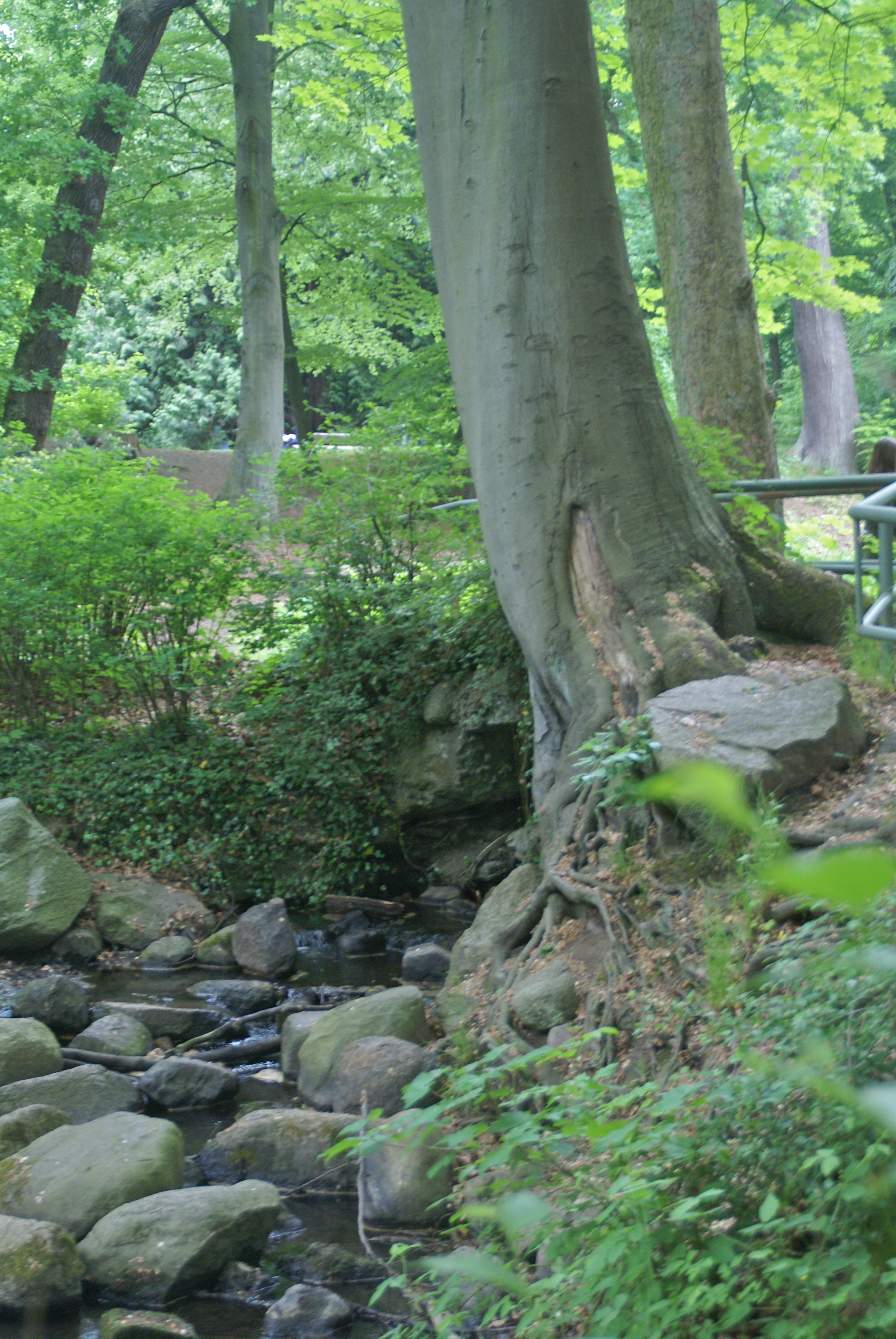
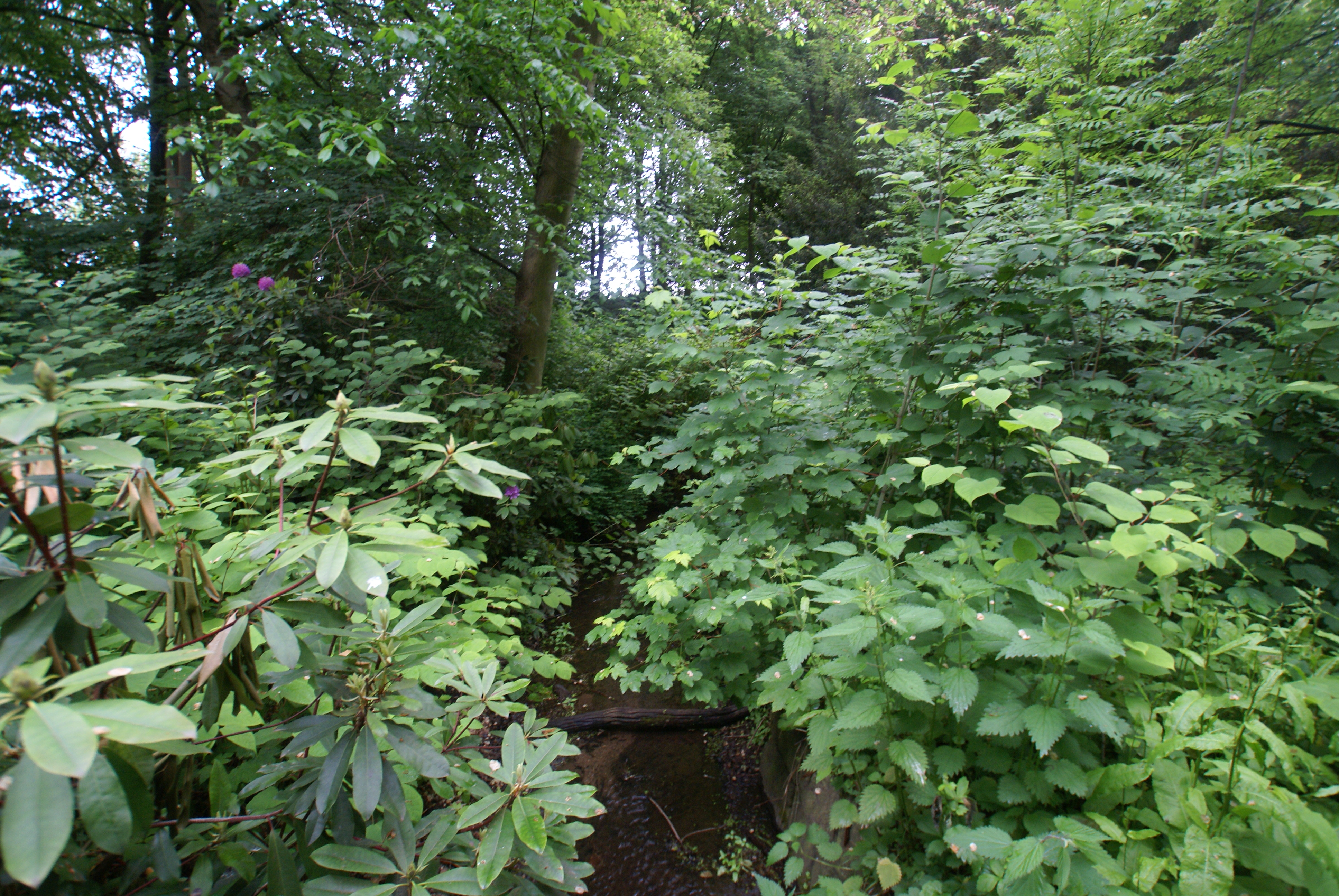

El 1899 va obrir-se el port de Teufelsbruck, un petit port comercial a la seva embocadura, però el riu Elba va erosionar-ne el moll que l'any 1962 va ser enderrocat. Només hi queda un embarcador dels bacs 62, 64 i 68 de l'HVV i un petit port esportiu.